# Возжайка (река)
Возжайка (луговомар. Вожа́й, тат. Буҗай) — река в России, протекает по территории Удмуртии и Татарстана, правый приток реки Тойма.
Начинается как лесной ручей на Можгинской возвышенности в Граховском районе Удмуртии, в верхнем течении русло прямое с пологими берегами; в нижнем извилистое (часто меняет направление), берега преимущественно обрывистые. Длина — 32 км, площадь водосборного бассейна — 319 км².
Название происходит от марийского слова воже, важе, которое имеет значения «исток, родник».
Притоки: Сайка, Ерыкса.
Вдоль реки расположены деревни — Славянская Слобода, Удмуртское Гондырево, Марийское Гондырево, Варали, Монашево, Актазики, Камаево, впадает в реку Тойма у села Кураково.